# Jean-Louis Benoit (athlétisme)
Pour les articles homonymes, voir Jean-Louis Benoit.
Jean-Louis Benoit (né le 11 janvier 1951 ou le 11 décembre 1951 à Brive-la-Gaillarde) est un athlète français, spécialiste des courses de demi-fond.

## Biographie
Il est sacré champion de France du 1 500 mètres en 1973 et champion de France en salle du 1 500 m en 1974 et 1976.
Son record personnel sur cette distance est de 3 min 41 s 3 (1975).